# Culex paganus
Culex paganus é um espécie de mosquito do género Culex, pertencente à família Culicidae.